# 大豆谷八幡宮
大豆谷八幡宮（おおまめだにはちまんぐう）は、富山県南砺市大豆谷にある神社。
大豆谷八幡宮の所蔵する僧形八幡神像は県の、小神像・随身像及び狛犬は市の、それぞれ指定文化財とされている。

## 概要
富山県西南部、南砺市の旧利賀村大豆谷集落に鎮座する。
大豆谷地域には大豆谷遺跡・大豆谷比丘尼屋敷跡・「経塚」などが存在し、五箇山内でも歴史ある集落である。県の文化財でもある僧形八幡神像には「永和4年（1378年）」の銘があり、南北朝期には既に集落が存在したこと、また北朝の勢力圏であったこと（永和は北朝の年号）がわかる。
地元の伝承によると、大豆谷では元々「おもての権現」「うらの権現」「こおやの権現」「きどの権現」など、それそれの屋号を冠した神をそれぞれの家で祀っていたという。これらの神体はいつからから大豆谷八新宮に合祀されたが、永和4年（1378年）や明徳4年（1393年）等の銘があり、中世から神々への信仰があったことが分かる。
大豆谷の神社については、既に正徳2年（1712年）の調査から記録があり、元文4年（1739年）の調査では「八尾山伏明寺持分」であったと記されている。

## 僧形八幡神像
ヒノキ材の端麗な一木造りで、高さは39㎝、幅29㎝、奥行き26㎝で、背面に「永和4年（1378年）戌午4月24日」の銘がある。年代の分かる富山県内の木造神像銘としては最も古いものであり、昭和47年10月5日に県の文化財に指定されている。
地元の伝承によると元は尼寺の本尊であったとされ、実際に「大豆谷の比丘尼屋敷跡」と伝えられる場所には15世紀ごろのものと推定される2基の五輪塔が残っている。南北朝時代は五箇山の集落が形成され始めた時期であり、「村殿」と呼ばれる集落の有力者が、自身の地位を正当化させようと作成したものではないかと推定される。
岩座に腰をかけて左足を垂れ、右足は曲げて左膝頭にのせた、いわゆる半跏倚像が原型で、下部の蓮華座は後世に補われたものである。一般的には右手に錫杖、左手に念珠である所を、右手に金剛杖、左手に宝珠を持たせており、外部から持ち込まれたものでなく地元で作成されたものであることが窺える。

## 大豆谷八幡宮の小神像・随身像及び狛犬
小神像・随身像・狛犬いずれも木造彫刻で、神社信仰の変遷を示す貴重な資料として平成4年（1992年）8月1日に利賀村の文化財に指定され、合併後は南砺市に引き継がれている。
小神像七駆は、いずれも高さ20cm前後のヒノキ材の木造坐像で、それぞれ下記のような特徴がある。
1. 袈裟に黒の彩色。顔面は風触で原形をとどめていない。
2. 右手に数珠を持つ。顔面は風触で原形をとどめていない。
3. 文官の出立ちをしている。
4. 着物には模様が施され、内側の襟には朱の彩色。
5. 右肩が裂け消失している。頭頂が平らである。
6. 烏帽子のような物をかぶり、仏のような衣服を身に着けている。
7. かなり摩耗している様子で、顔面が消失している。

上記小神像のうち、1と2、3と4はそれぞれ男女で対をなす。1と2には「明徳四年（1393年）卯月十日」の墨書がある。なお、「明徳四年」は南北朝の合一がなされた翌年に当たり、神像作成の背景を窺わせる。
狛犬像一対については、室町時代の特徴がよく出た作風であり、神像に遅れて奉納されたと推定される。
随身像一対は制作年代不詳であるが、やはり五箇山地域で最も古い木造彫刻の一つに数えられる。